# 椎名立希
椎名立希（日语：／ Shiina Taki ?）是日本跨媒體企劃《BanG Dream!》的虛構角色，擔任2.5次元女子搖滾樂隊MyGO!!!!!的鼓手，由林鼓子飾演與配音。在企劃系列作品中，椎名立希是花咲川女子學園的高一學生，性格嚴謹且言辭犀利，負責作曲並主導樂團運作，但因長期生活在優秀姐姐的光環下而內心自卑。CRYCHIC樂團解散後，她與高松燈等人重組樂團，經歷內部矛盾與個人掙扎後，逐漸學會理解他人並釋放壓力，最終在MyGO!!!!!樂團中找到了自信和幸福。
林鼓子稱在配音過程中，因角色性格與自身迥異而感到挑戰，但逐漸發現彼此的相似之處，如嚴謹認真、對自我要求高等。柿本廣大表示，動畫製作組聚焦於椎名立希、高松燈與千早愛音三人關係的刻畫，突出立希對燈的保護與尊敬，以及因愛音出現而產生的不安與敵意，並透過細膩的情感描寫與情境設計，呈現立希真實且多面的性格特質，使觀眾感受到角色的內心掙扎與變化。
椎名立希的角色塑造獲得正面評價。評論員稱椎名立希是動畫中的核心成員，她因對燈的保護欲而展現出強烈的防禦性，卻也因此誤解了愛音。她雖然個性直率、嘴硬且情商不高，時常給隊友帶來壓力，但在樂團中付出最多，成為維繫樂團存續的關鍵支柱。她的執着與成長使角色更具現實感，也為作品增添了更深層次的情感厚度。椎名立希在動畫中的臺詞「那傢伙竟然敢無視燈」也成為網路迷因。

## 創作與設計

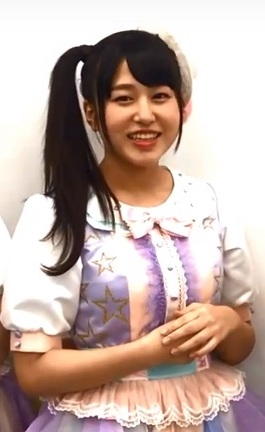
林鼓子是椎名立希的扮演者与声优

椎名立希的扮演者和聲優林鼓子在學生時期於吹奏樂部負責打擊樂器，有過打流行鼓和爵士鼓的經驗。林鼓子在訪談中表示，得知要飾演立希時，她感到非常苦惱，因為立希的性格與自己截然不同。她過去演繹的多為開朗可愛的角色，而這次必須以不同方式說話。林鼓子本身喜歡與人交流、享受與大家共事的氛圍，但立希卻儘可能想獨處、不願多言。然而，隨著配音過程的深入，林鼓子逐漸理解了立希，並看著她慢慢成長。她發現自己與立希在根本的部分其實非常相似，例如都希望遵守規則、認真做事，並且對自己要求嚴格，在未達到目標前無法安心。林鼓子表示，正因為發現「完全很像啊」，她感覺看著立希就像看著自己，甚至覺得立希「像自己的孩子一樣」。在TV動畫第6集中，立希為了回應高松燈的歌詞而努力作曲，卻因用力過度而進展緩慢，甚至因焦躁而情緒失控。林鼓子表示，要在錄音過程中維持這樣的情緒非常困難，她必須在配音時持續保持警惕，以充分傳達細膩的情感。當燈拿OK繃幫立希包紮傷口時，立希對燈說了「謝謝」。這不但是感謝燈幫她貼上OK繃，而且是感謝燈沒有拋下她：燈不僅到學校來追她，而且也給予她新的棲身之處。林鼓子指出，這句台詞蘊含了多層意義，因此表現起來相當深奧且具挑戰性。
TV動畫的導演柿本廣大在訪談中表示，椎名立希、高松燈、千早愛音三人之間的關係是動畫創作的重點之一。立希對燈既有在她身處危險時挺身而出的保護欲，也因燈的才華而對她抱有尊敬。在立希與燈的關係中，兩者的位置時常會發生交換。與燈相處時，立希能暫時擺脫纏繞在自己身上的自卑感，因此燈對立希來說是不可或缺的存在。然而，愛音的出現打破了這種平衡。從立希的角度來看，她認為燈對愛音敞開了心扉，這讓她不自覺地將自己與愛音進行比較，例如「愛音和自己比起來如何」、「在燈眼裡愛音是怎樣的存在」。這種比較讓立希感到不安，因此在動畫初期對愛音表現出敵意。TV動畫的分鏡監督梅津朋美表示，椎名立希是MyGO!!!!!中情感反應最真實的角色。在TV動畫第10集中，瀕臨解散的樂團重登live house舞臺，在燈演唱的詩超絆中，樂團眾人找回了迷失的自我；壓抑沉寂已久的情緒噴湧而出，立希率先哭泣，隨後愛音跟著哭，而燈則在結尾才哭出來:49,89。另外，在TV動畫第7集中，當愛音在碧天伴走的開頭演奏出錯三次後，立希反而能夠對愛音保持寬容。柿本廣大解釋，這是因為立希認為愛音可能無法堅持下去，因此並沒有指責她，而是鼓勵其冷靜下來重新開始。製作組特別注重表現這種情感與情境之間的落差:89。
2022年4月，官方宣布启动新乐队MyGO!!!!!，椎名立希为其中的鼓手。2023年4月的演唱会上，官方确认椎名立希的饰演者与配音者为林鼓子，同时将参演TV动画《BanG Dream! It's MyGO!!!!!》。同年9月，手机游戏在日本地区新增该角色，并设有相关剧情。

## 作品中表現

### 人物設定
椎名立希是花咲川女子學園高中一年級的學生:23，與八幡海鈴、三角初華同班，國中就讀於羽丘女子學園。她擔任MyGO!!!!!的鼓手，使用的樂器為Pearl Masters Maple/Gum系列爵士鼓。同時她也負責作曲，能夠根據燈的歌詞創作出契合其世界觀的歌曲。立希偏向獨來獨往，性格認真嚴謹、言辭犀利，對待他人和自己都非常嚴格，唯獨對燈比較寵愛。立希習慣性地承擔一切事務，主導樂隊的運作，但內心深處因長期生活在優秀姐姐的光環下而有著自卑感。她雖在live house「RiNG」兼職工作人員，但並不擅長接待客人。她經常使用（你）、（那个家伙）等較不禮貌的人稱代詞。她有一位大自己四歲的姐姐，曾擔任羽丘女子學園吹奏部部長，並參加地區管弦樂團獲得比賽第一名。立希的姓氏「椎名」源自東京都豐島區的舊地名椎名町。

### 角色故事
椎名立希就讀羽丘女子學園初三時，被豐川祥子邀請加入樂隊CRYCHIC擔任鼓手。起初，她對主唱高松燈頗有微詞，但在首次公演大獲成功後，對燈改觀，並開始極為珍視她。當祥子表明退隊意向時，立希以燈的名義試圖施壓挽留，然而祥子指出燈才是最需努力的一人，立希憤怒之下對祥子動手，最終被長崎爽世阻止。
升上高中後，立希選擇轉入花咲川女子學園，並在live house「RiNG」打工。某日，她發現千早愛音追逐燈，誤將其視為可疑人士並出言不善。在爽世的邀請下，她與燈、愛音重組樂隊，並在RiNG進行排練。期間，立希因無法忍受愛音拙劣的吉他技術與逃避態度，在爽世的唆使下嚴厲批評愛音，導致對方一度離開。後來，她被要樂奈的吉他技藝激發鬥志，甚至逃學創作新曲，但因無法超越姐姐與祥子的編曲技術而陷入自我懷疑。愛音與燈察覺後試圖開導，最終在Live當日，儘管狀況頻發，演出仍獲得巨大成功，令立希深感欣慰。然而，因樂團演奏春日影激怒爽世，樂團關係出現裂痕。立希對爽世的失蹤不以為然，直到爽世無視燈後才決定尋找她並質問其態度。她在月之森吹奏部公演後與爽世發生爭執，發現對方的真正目的僅是復活CRYCHIC，進而對其感到憤怒，但在爽世指出她「只在乎燈」後無言以對。此後，她試圖讓八幡海鈴取代爽世，卻因燈的不捨而作罷，最終愛音得知了爽世的目的後離隊。在燈的詩歌live後，立希意識到自己並未真正理解燈，向其道歉，並在五人合奏詩超絆時首度落淚。在爽世回歸樂隊後，立希內心釋然，並坦承自己一直知曉爽世想重建CRYCHIC，甚至在利用她。此後，她積極參與新曲創作與演出服製作，最終在live中獲得巨大成功。
之后，CRYCHIC的祥子与若叶睦等人组建了Ave Mujica乐队。立希受愛音邀請參加Ave Mujica演唱會，但她看過影片後認為那不算樂隊。當晚，Ave Mujica成員身份曝光，立希要求愛音對燈保密，但無濟於事。後來，Ave Mujica爆出解散傳言，立希向海鈴表示關心。Ave Mujica解散一個月後，初華詢問祥子下落，立希注意到她與海鈴的異樣，露出無奈神情。某日，燈見到祥子被豪車接走後，回憶過往忽然問立希「幸福是什麼？」令她措手不及，只能匆忙回應後離開。立希后来得知，祥子退出乐队是因其家庭原因。在她了解到睦的精神状况不佳后，前往其家中看望，还与祥子达成和解。CRYCHIC成员间的隔阂解除后，立希与其他成员合奏了灯的新曲想要成為人類之歌和春日影。

## 反響與評價

### 媒體評論
動畫新聞網評論員克里斯托弗·法里斯（Christopher Farris）指出，正如樂團名稱「MyGO!!!!!」所暗示，該樂團的成員都是「迷路的孩子」。椎名立希因為認為自己有義務保護高松燈，因此展現出較強的防禦性。法里斯同時讚揚立希的肢體語言與面部表情刻畫卓越，包括其難以置信的憤怒反應。遊戲動力評價椎名立希雖然為了保護燈而誤會了千早愛音，但在爽世的牽線下解開了誤會，協助愛音組建了樂團。动漫艺术家編輯TXin表示，立希因為喜歡燈的歌詞和歌聲，一直追逐着燈，雖然心直口快、嘴臭、情商低，常常給隊友帶來壓力，但她又是樂隊不可缺少的一環，一個人默默為樂隊做了最多的付出。此外，Anime Corner評論員Ken則認為，椎名立希是維繫樂團存續的關鍵支柱。她讓樂團得以維持運轉，並為作品增添了更深層次的現實感。Ken表示，每位角色皆擁有獨特的背景故事、前進的動力以及做出艱難決定的理由，這使他們的形象更顯真實可信。

### 角色人氣
自TV動畫《BanG Dream! It's MyGO!!!!!》播出以來，包括椎名立希在劇中所說的「那傢伙竟然敢無視燈」在內的許多名臺詞成為網路迷因。雅虎新聞編輯MrSun表示，「那傢伙竟然敢無視燈」這句臺詞經常被網友拿來調侃自己被他人忽視的感受。聯合新聞網編輯希洛評論道，之所以「那傢伙竟然敢無視燈」能成為泛用性強的名梗，是因為「燈」字在中文語境十分常見，故在、中華職棒、《英雄聯盟》等題材的影片中也可以拿來惡搞使用。台灣VTuber洛可洛斯特也在直播中對「那傢伙竟然敢無視燈」做出模仿。MrSun還提到椎名立希常用的非常不禮貌的口頭禪「？」，意思為「你是想要怎樣？」，因為與中文語氣詞「哈？」發音相同，故被網友當作迷因圖片使用。
有粉絲製作了以椎名立希為主角的同人視覺小說《鼓手餘命十日譚》，在Steam上架，以立希的視角講述TV動畫時間線七年後的故事。日本服飾品牌GEKIROCK CLOTHING還推出了以立希為主題的聯動外套、運動衫、连帽衫、T恤等。

## 外部連結
- YouTube上的（日語）
- YouTube上的（日語）